# 正保町
- 日本 > 愛知県 > 名古屋市 > 港区 > 正保町
- 日本 > 愛知県 > 名古屋市 > 中川区 > 正保町

正保町（しょうほうちょう）は愛知県名古屋市港区と中川区にある町名。現行行政地名は正保町1丁目から正保町8丁目。住居表示未実施。

## 地理
名古屋市港区の北部、中川区の南部に位置し、東に港区川間町、北東に中川区明徳町、西に港区小碓、南に入場と川西通、北に正徳町と接する。

## 世帯数と人口
2019年（平成31年）1月1日現在の世帯数と人口は以下の通りである。
| 区   | 町丁   | 世帯数    | 人口    |
| ---- | ------ | --------- | ------- |
| 港区 | 正保町 | 1,023世帯 | 2,070人 |

## 学区
市立小・中学校に通う場合、学校等は以下の通りとなる。また、公立高等学校に通う場合の学区は以下の通りとなる。なお、小・中学校は学校選択制度を導入しておらず、番毎で各学校に指定されている。
| 区   | 丁目        | 小学校                                    | 中学校                                    | 高等学校 |
| ---- | ----------- | ----------------------------------------- | ----------------------------------------- | -------- |
| 港区 | 正保町1丁目 | 名古屋市立正保小学校                      | 名古屋市立港北中学校                      | 尾張学区 |
| 港区 | 正保町2丁目 | 名古屋市立正保小学校                      | 名古屋市立港北中学校                      | 尾張学区 |
| 港区 | 正保町3丁目 | 名古屋市立正保小学校                      | 名古屋市立港北中学校                      | 尾張学区 |
| 港区 | 正保町4丁目 | 名古屋市立正保小学校                      | 名古屋市立港北中学校                      | 尾張学区 |
| 港区 | 正保町5丁目 | 名古屋市立正保小学校                      | 名古屋市立港北中学校                      | 尾張学区 |
| 港区 | 正保町6丁目 | 名古屋市立正保小学校                      | 名古屋市立港北中学校                      | 尾張学区 |
| 港区 | 正保町7丁目 | 名古屋市立正保小学校                      | 名古屋市立港北中学校                      | 尾張学区 |
| 港区 | 正保町8丁目 | 名古屋市立正保小学校 名古屋市立明徳小学校 | 名古屋市立港北中学校 名古屋市立当知中学校 | 尾張学区 |

## 交通

### 鉄道
- 名古屋臨海高速鉄道
■西名古屋港線（あおなみ線） 港北駅

### 道路
- 東海通（名古屋市道東海橋線）

## 施設

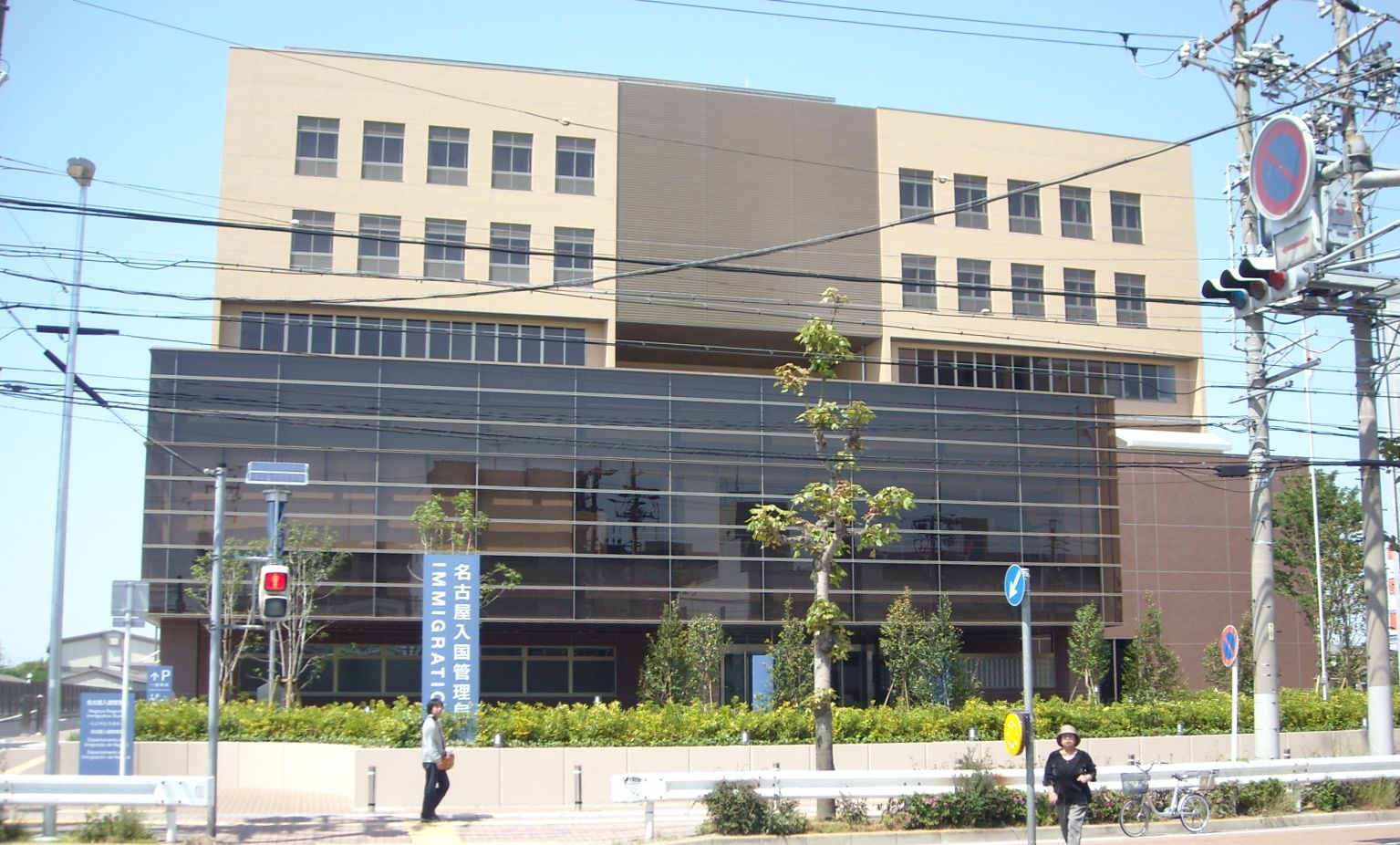
名古屋入国管理局
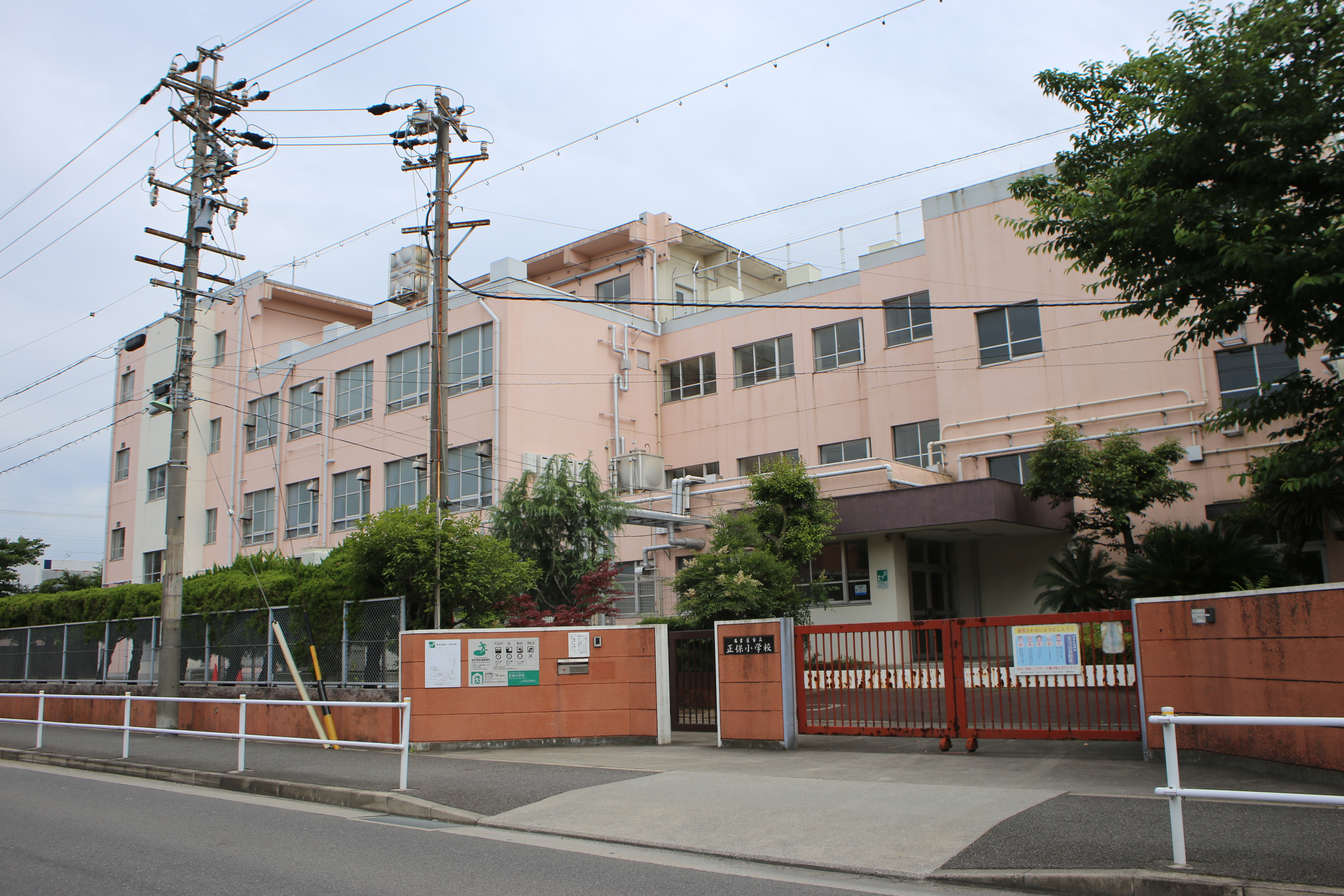
名古屋市立正保小学校
- ピアゴ ラ フーズコア 正保店
- スギ薬局 正保店
- 正保公園
- 正保南公園

- 名古屋入国管理局
- 名古屋市立正保小学校

## その他

### 日本郵便
- 集配担当する郵便局は以下の通りである。

| 区   | 町丁   | 郵便番号 | 郵便局         |
| ---- | ------ | -------- | -------------- |
| 港区 | 正保町 | 455-0074 | 名古屋港郵便局 |